# Seleção Luxemburguesa de Futebol Feminino
A seleção nacional de futebol do Luxemburgo representa o Luxemburgo no Futebol internacional feminino. A equipe nacional é subordinada à Associação de Futebol do Luxemburgo e existe desde junho de 2003. A equipe tem treinado desde junho de 2017 por Sami Smaili.

## Cronologia
Em 2006, a equipe participou pela primeira vez da qualificação para um grande torneio (o Campeonato Europeu Feminino de Futebol de 2009). A vitória por 4-2 sobre Malta foi a primeira vitória da seleção luxemburguesa e o Luxemburgo ficou em 60º lugar no Ranking Mundial da FIFA. Depois disso, a equipe caiu parcialmente do ranking e foi listada no número 117, porque poucos jogos foram negados. Atualmente a equipe está na posição 89.
Na pré-qualificação para o Campeonato Europeu de 2013, a equipe levou o terceiro lugar do grupo no torneio na Macedônia.
No período que antecedeu a Copa do Mundo de 2011, o Luxemburgo jogou pela primeira vez contra um clube que não é da UEFA. O jogo contra o participante da Copa do Mundo FIFA, Guiné Equatorial, foi perdido por 0-8.
Na pré-qualificação para a Copa do Mundo de 2015, a equipe não poderia prevalecer no torneio em Malta para a qualificação real e só veio no 0-0 contra a Letónia para um ponto de vitória.
Na pré-qualificação para o Campeonato Europeu de 2017, a equipe levou o último lugar do grupo no torneio na Moldávia. Mesmo na pré-qualificação para a Copa do Mundo de 2019, elas terminaram sem um ponto e no último lugar.